# 338 Budrosa
338 Budrosa là một tiểu hành tinh lớn ở vành đai chính, được xếp loại tiểu hành tinh kiểu M. Nó được Auguste Charlois phát hiện ngày 25.9.1892 ở Nice. Không biết rõ nguồn gốc tên của nó.